# Chapelle aux Sabots de Court-Saint-Étienne
La chapelle aux Sabots, dédiée à Notre-Dame de Grâce et également appelée chapelle Notre-Dame aux Sabots, est une petite chapelle votive du XVIIIe siècle située sur le territoire de la commune belge de Court-Saint-Étienne en Brabant wallon.
De style classique, la chapelle - ou potale en wallon - se trouvait à la croisée de cinq chemins avant d'être déplacée. Une procession religieuse s'y rend tous les ans, le premier dimanche de septembre.

## Localisation

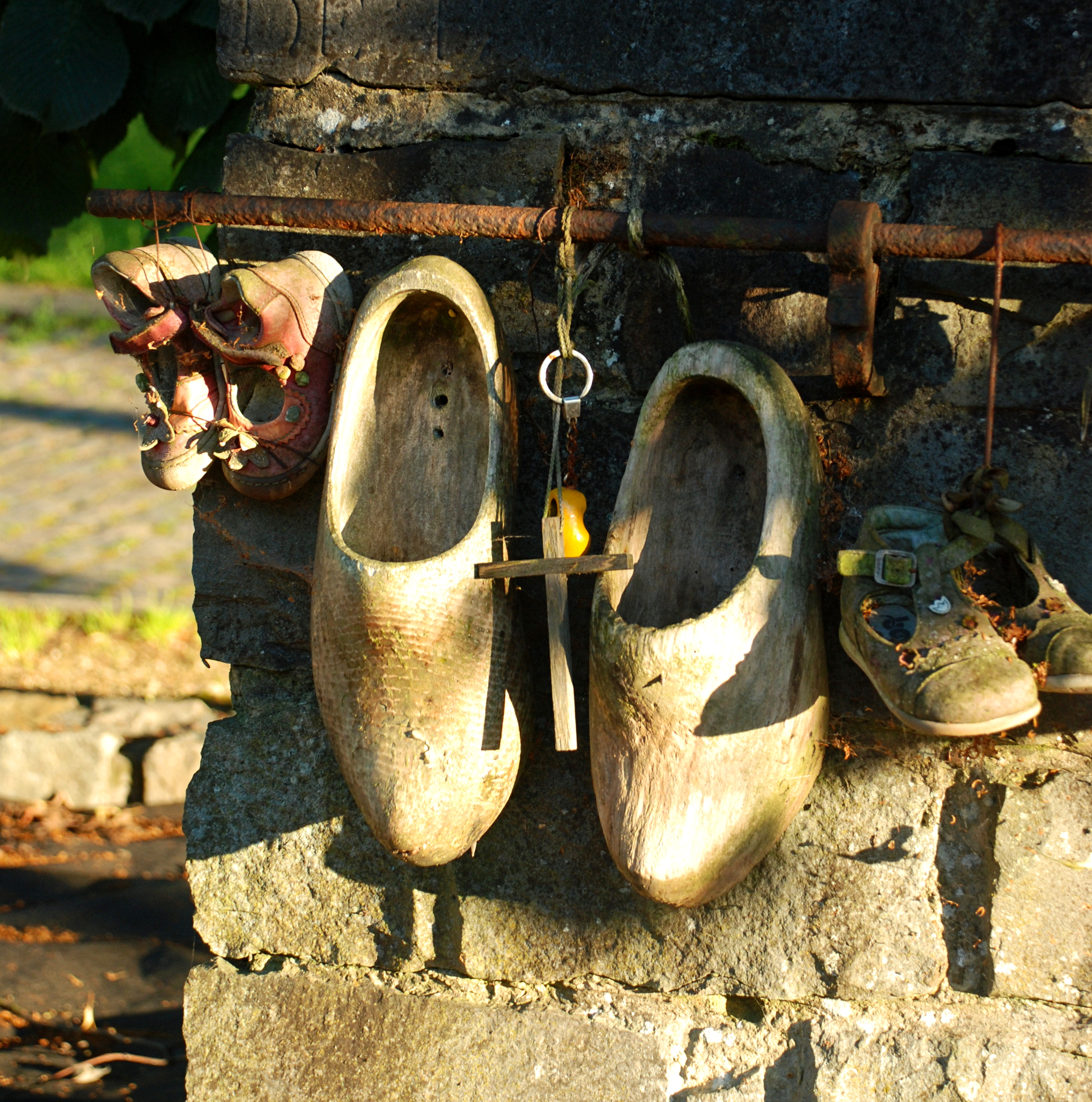
Sabots suspendus comme ex-voto.

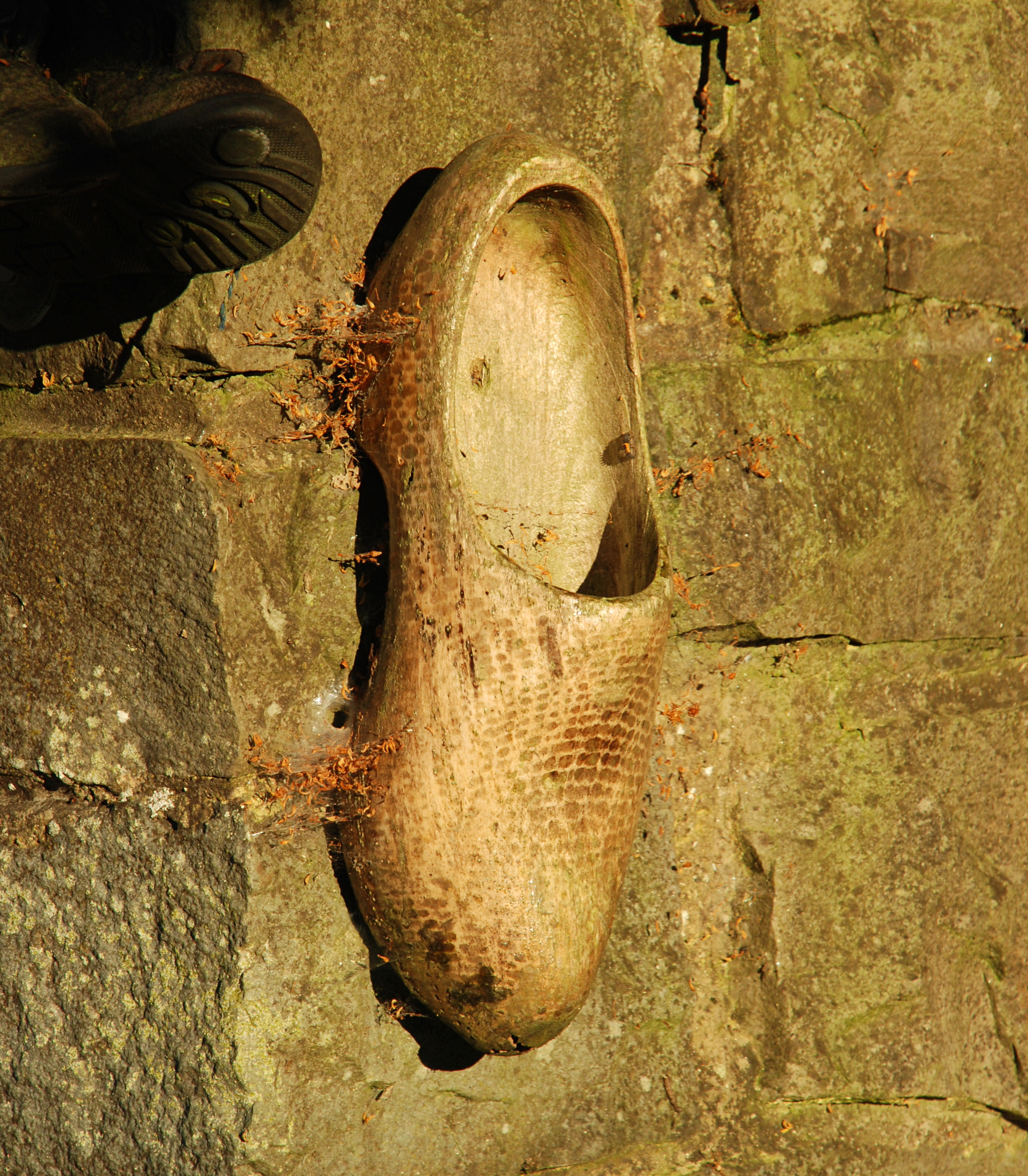

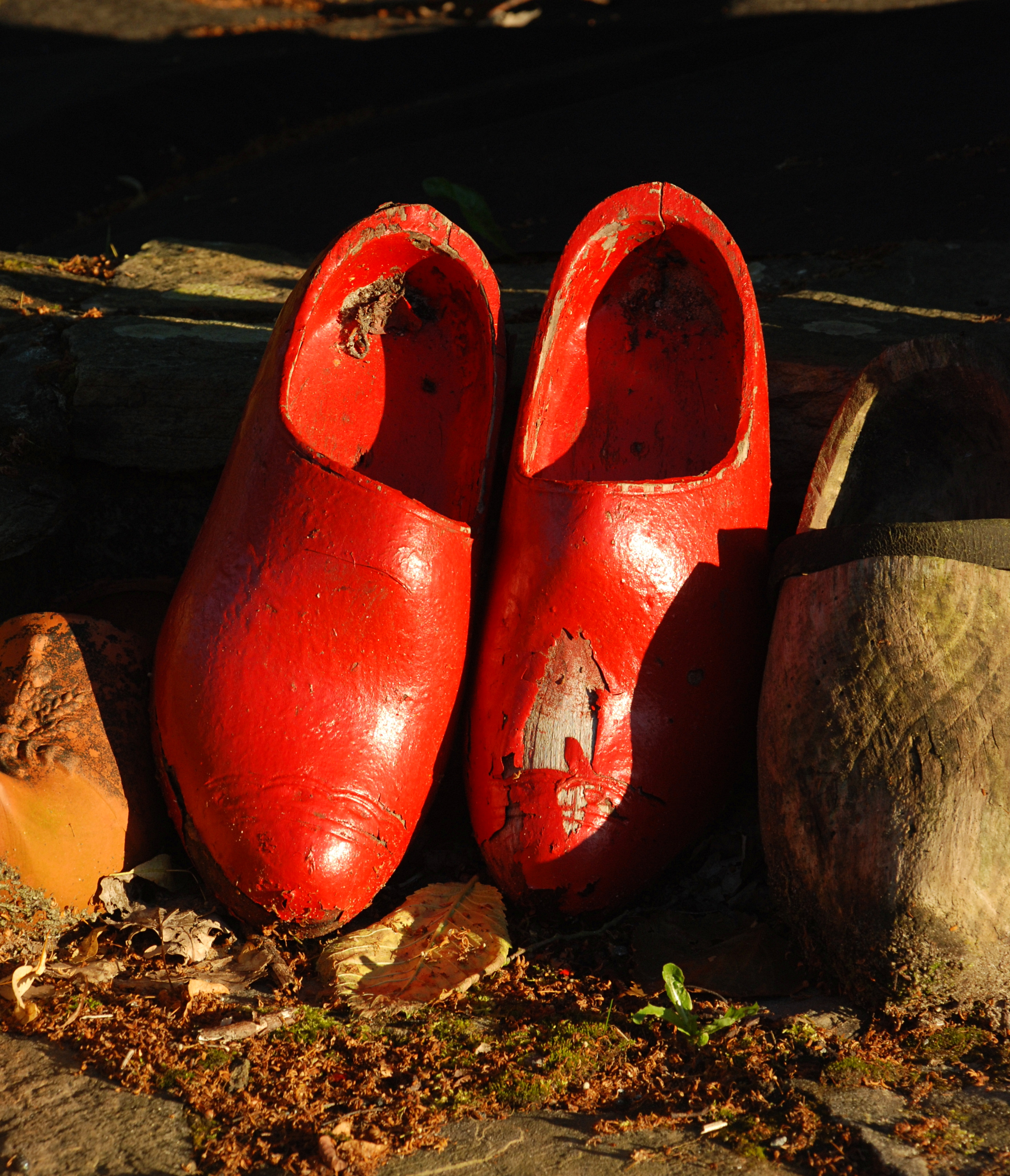

Anciennement, entourée de trois tilleuls, la chapelle aux Sabots occupait le centre d'un carrefour de cinq chemins dont deux très anciens, qui reliaient respectivement Genappe et Nivelles à Wavre.
Depuis 1959, elle se dresse au carrefour de la rue Chapelle aux Sabots, de la rue du Granier et de la chaussée de Bruxelles (au km 22,100 de la RN 275), au hameau de Limauge, à la limite de Céroux-Mousty, Court-Saint-Étienne  et Bousval.
Face à elle se dresse une cité de logements sociaux qui porte son nom.

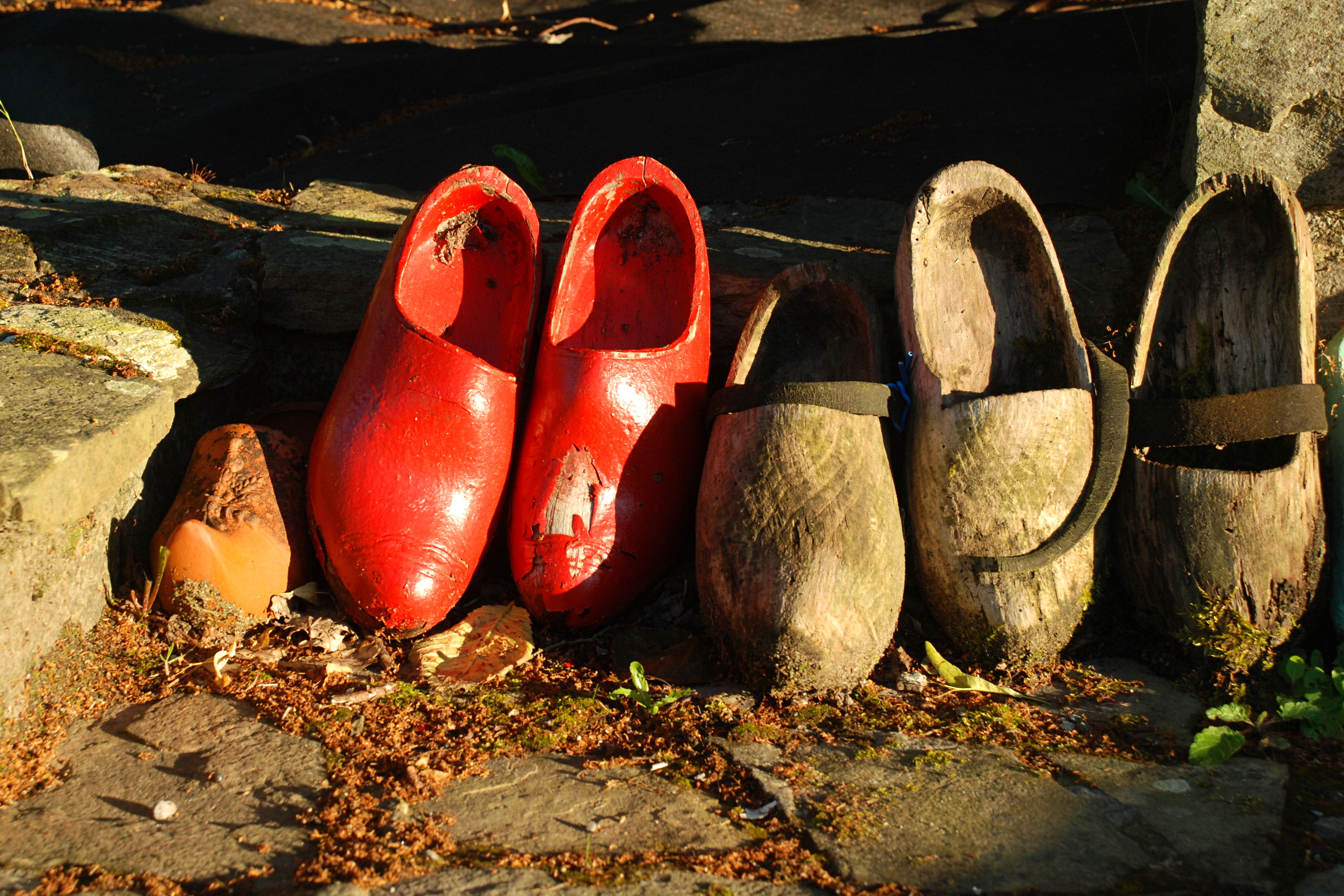
Sabots déposés au pied de la chapelle.

## Historique
La chapelle fut érigée en 1774 par une famille de fermiers de Céroux, Jacques Leurquin (né en 1743 et mort à Céroux en 1785) et son épouse Anne-Marie Defalque (née à Ottignies en 1737), comme le montre l'inscription gravée sur la stèle en pierre bleue apposée sur le monument,, :

« N.D. De Grâce

PPN Vouée par J.A. Leurquin

et A.M. Defalque

l'an 1774 »

La chapelle a probablement été érigée par Jacques Leurquin en mémoire de sa mère décédée en couches lors de sa naissance le 27 août 1743.
Elle fut renversée à la fin du XIXe siècle.
En 1920, Lucien Dessy, médecin et arrière-arrière-petit-fils de Jacques Leurquin, la restaure et dépose à l'intérieur une plaque en mémoire de son fils adoptif Pierre Lannoy : « En mémoire de ma famille et de notre petit Pierre Lannoye Dr L Dessy »,.
En 1958, la construction de la nationale 275 localement nommée chaussée de Bruxelles, qui relie Villers-la-Ville à Bruxelles, par Court-Saint-Étienne, Rixensart, Genval et La Hulpe, impose la suppression de la croisée des chemins où se dressait jusqu'alors la chapelle : celle-ci est reconstruite l'année suivante le long de la nouvelle route et sa réimplantation est célébrée le 29 octobre 1959,.
En 2014, la commune envisage une restauration avec l'aide d'un subside régional destiné au petit patrimoine.

## Origine du nom
Plusieurs hypothèses s'affrontent quant à l'origine du nom de cette potale historique, :
- selon la première de ces hypothèses, la chapelle servait de point de rendez-vous aux amoureux des environs et les couples auraient pris l'habitude d'y suspendre un sabot pour s'attirer les bonnes grâces de Notre-Dame ;
- une variante dit que les jeunes filles du hameau désireuses de trouver un mari dans l'année venaient y déposer des ex-voto[4],[5] ;
- une légende répandue dans la région raconte que la chapelle aurait été érigée en signe d'expiation pour la mort d'une femme décédée à cet endroit des coups de sabots reçus lors d'une violente dispute avec une autre femme ;
- une autre hypothèse postule que la chapelle aurait été bâtie en signe de reconnaissance pour la guérison d'un enfant, depuis laquelle les habitants de la région y accrochent des sabots en guise d'ex-voto ;
- une dernière explication pour le nom de « tchapel aux Chabots » est liée à la toponymie locale : il aurait existé, à l'emplacement initial de la chapelle, une terre appelée l'espên à Sabau (l'épine de Sabau) car se terminant en pointe, marquée par un buisson d'aubépine et appartenant à un certain Sabau ou Sabeau[5].

## Description
La chapelle votive occupe le centre d'un tertre elliptique situé en bas de la rue Chapelle aux Sabots et de la rue du Granier.
Précédée d'un parvis de deux marches en pierres de grès, la chapelle repose actuellement sur un soubassement en moellons alors que le soubassement initial était en maçonnerie.
Elle est constituée d'une niche pédiculée de style classique en pierre bleue (petit granit) de 85 cm de haut et de 60 cm de large, fermée par une grille en fer forgé et posée sur un bloc de pierre bleue plus large qui porte l'ex-voto de Jacques Leurquin.

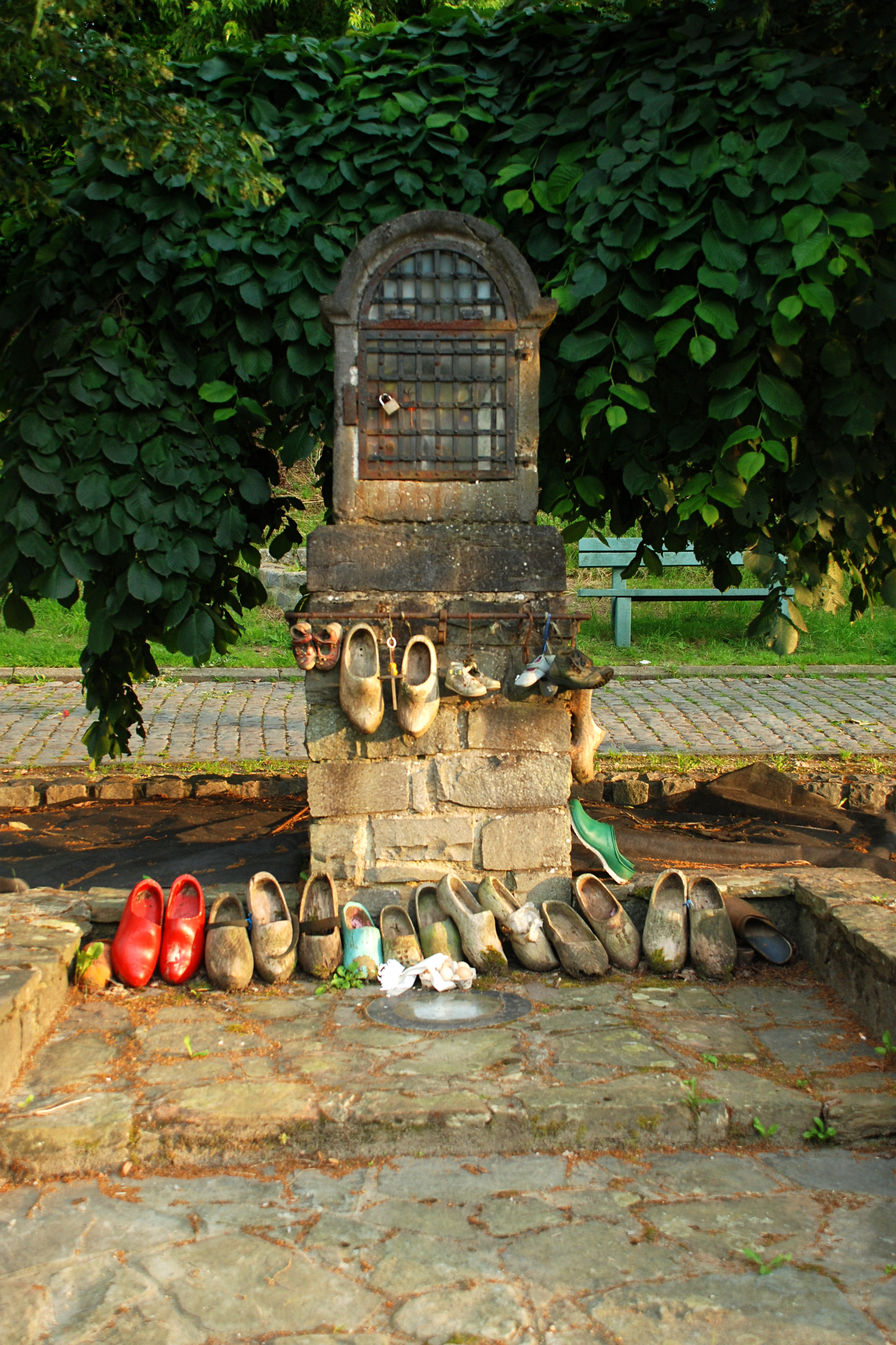
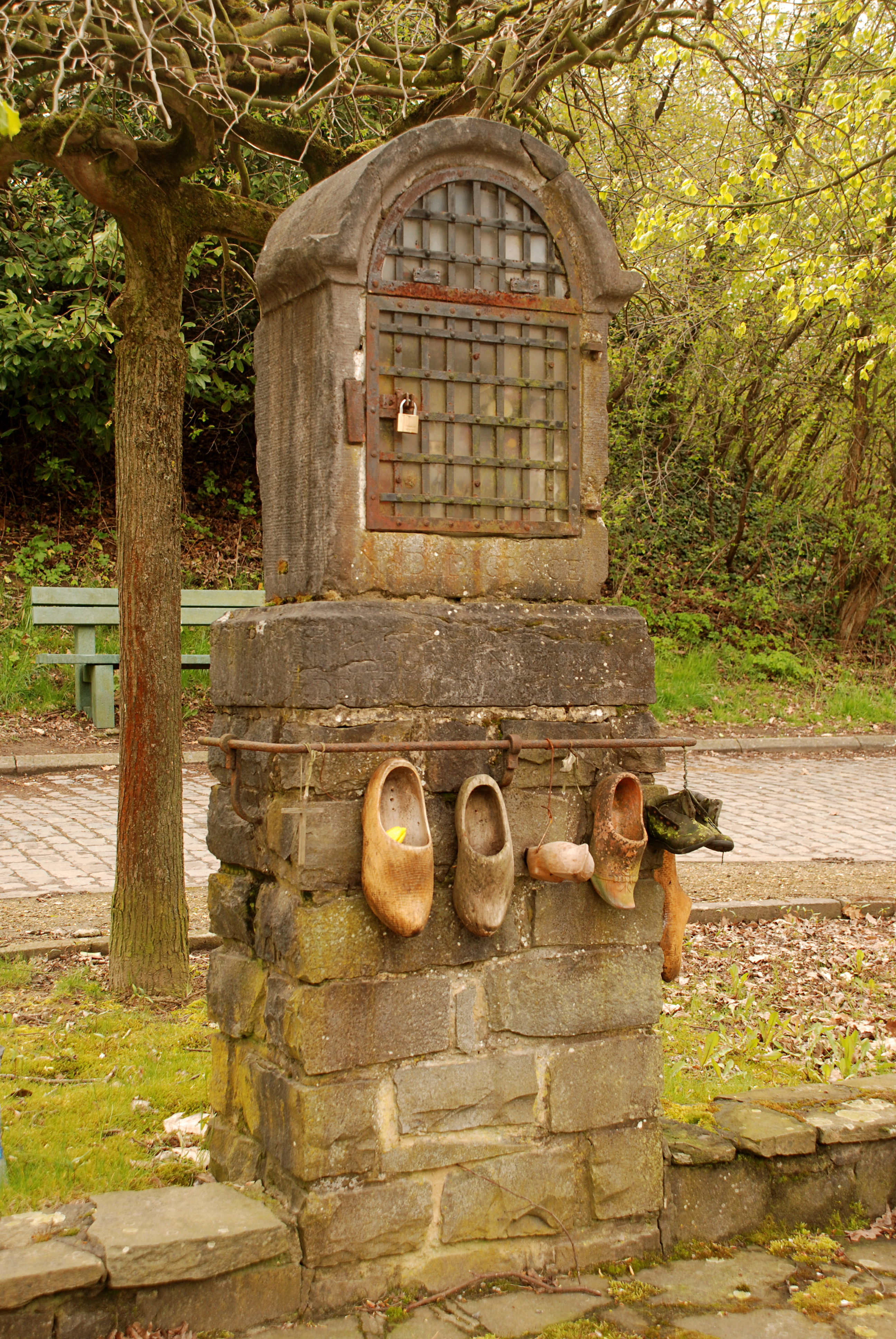
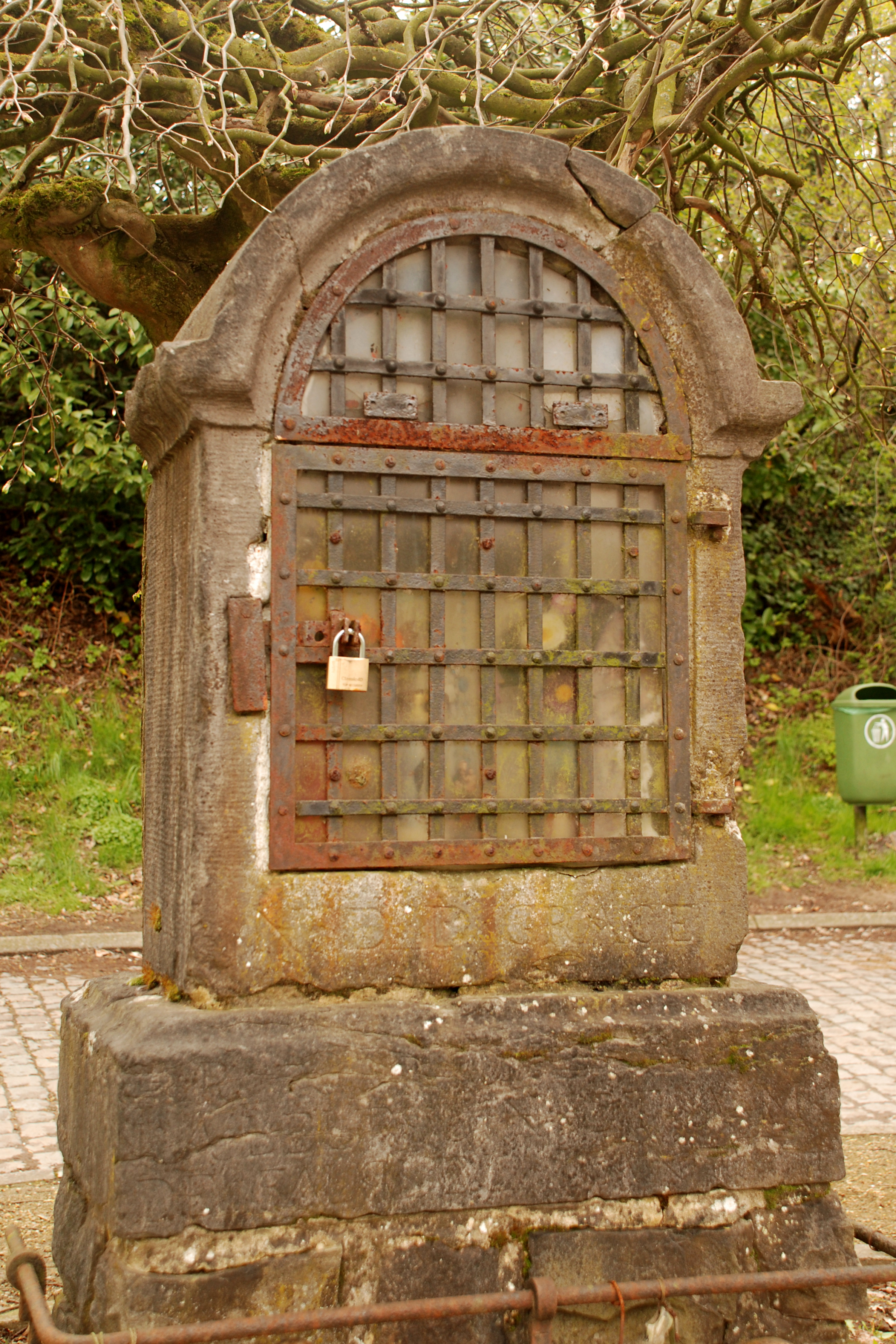

## Folklore
Le bourgmestre de Court-Saint-Étienne remet une photo ancienne du monument aux jeunes mariés dont il célèbre l'union à la maison communale.
Chaque année, le premier dimanche de septembre, la chapelle est le point d'aboutissement d'une procession religieuse et folklorique : on peut y voir une petite cariole ornée de sabots et de fleurs, suivie par divers groupes et par le clergé, et enfin la statue de Notre-Dame des Grâces portée par huit jeunes filles chaussées de sabots, suivant un parcours tout au long duquel des sabots sont suspendus aux façades et aux poteaux.

### Ouvrages
- Paul Pilloy-Cortvriendt, Curtis Sancti Stephani - Guide inventaire de Court-Saint-Étienne, Éditions Philsteph, sans date (vers 1995)

1. ↑  p. 472.
2. 1 2 3 4 5  p. 470.
3. ↑  p. 471.

- Robert Delooz, Mont-Saint-Guibert et Court-Saint-Étienne, Robert Delooz, 1995

1. 1 2 3 4 5  p. 102.

- Le patrimoine monumental de la Belgique, Wallonie, 2, Brabant, Arrondissement de Nivelles, Éditions Pierre Mardaga, 1988

1. 1 2 3 4  p. 91.

#### Autres
1. 1 2 3 4 5  Site de la commune de Court-Saint-Étienne
2. 1 2 3  Paul Bauwin, Croix et chapelles à Ottignies-Louvain-la-Neuve, Cercle d'Art et d'Histoire d'Ottignies-Louvain-la-Neuve, 1987, p. 31.
3. 1 2  L. DM., « Une restauration pour la Chapelle aux Sabots », Dernière Heure (DH), 10 mars 2014
4. ↑  N.C., « Court-Saint-Étienne », Le Soir, 25 juin 1991
5. 1 2  Bulletin communal d'Ottignies-Louvain-la-Neuve, no 211, février-mars 2018, p. 24bis